# Jegor Gajdar
Jegor Timurowicz Gajdar (ros. Егор Тимурович Гайдар; ur. 19 marca 1956 w Moskwie, zm. 16 grudnia 2009 tamże) – rosyjski polityk, od 15 czerwca do 14 grudnia 1992 pełnił obowiązki premiera Rosji.

## Życiorys
Wnuk pisarza Arkadego Gajdara, syn admirała Timura Gajdara. W 1978 ukończył studia na wydziale ekonomii Uniwersytetu Moskiewskiego. Był członkiem KPZR, w latach 1987–1990 redaktorem działu gospodarczego dziennika KC KPZR „Kommunist”. W 1990 uzyskał stopień doktora habilitowanego ekonomii. W 1990 objął kierownictwo działu gospodarczego Prawdy.
W 1991 r. został Dyrektorem Instytutu Polityki Gospodarczej Akademii Gospodarki Narodowej ZSRR. Po rozpadzie Związku Radzieckiego opuścił szeregi partii komunistycznej i został doradcą Borisa Jelcyna.
Od 11 listopada 1991 do 19 lutego 1992 roku pełnił stanowisko ministra gospodarki, a od 19 lutego do 2 kwietnia 1992 roku ministra finansów. Jako minister finansów w styczniu 1992 zapoczątkował reformy gospodarcze. W ramach reform zostały uwolnione ceny, zmniejszono liczbę regulacji w handlu prywatnym, obniżono dotacje dla państwowych przedsiębiorstw. Zmiany przyczyniły się do spadku poziomu życia ludności, wybuchu hiperinflacji oraz bankructwa wielu przedsiębiorstw, wobec czego program reform Gajdara były przez Rosjan krytykowane. Od 15 czerwca do 14 grudnia 1992 pełnił obowiązki premiera Rosji. Został odwołany ze stanowiska na skutek konfliktu pomiędzy Jelcynem a Radą Najwyższą. W grudniu 1992 został dyrektorem Instytutu Problemów Gospodarki Okresu Przejściowego.
Dwukrotnie pełnił funkcję wicepremiera Rosji: od 2 marca do 15 grudnia 1992 roku oraz od 18 września 1993 do 20 stycznia 1994. Ponadto od 18 września 1993 do 20 stycznia 1994 po raz drugi pełnił stanowisko ministra gospodarki Rosji. Podał się do dymisji mówiąc, że zmiany w gospodarce są prowadzone za jego plecami. Odejście Gajdara osłabiło tempo reform gospodarczych. W 1994 współtworzył koalicyjne ugrupowanie polityczne Demokratyczny Wybór Rosji, którego został przewodniczącym. W latach 1993–2003 był deputowanym Dumy Państwowej. W 1999 z Anatolijem Czubajsem został współprzewodniczącym Sojuszu Sił Prawicowych. W 2001 przestał sprawować funkcję prezesa Demokratycznego Wyboru Rosji.
W 1996 został Dyrektorem Instytutu Ekonomiki Transformacji. Był autorem ponad 100 publikacji naukowych z dziedziny ekonomii.
Był krytykiem polityki gospodarczej Władimira Putina. Głosił, że czerpanie korzyści z wysokich cen surowców naturalnych tworzy fałszywy dobrobyt. Ostrzegał, że bez przeprowadzenia reform gospodarka ponownie może się załamać.
24 listopada 2006 został podtruty w czasie swojej wizyty w Irlandii, gdzie promował swoją nową książkę The Death of Empire: Lessons for Contemporary Russia. Truciznę dodano do herbaty, którą Gajdar wypił. Zamach na Gajdara wiązano z otruciem Aleksandra Litwinienki.
Zmarł w Moskwie w nocy z 15 na 16 grudnia 2009.
Był żonaty, miał córkę i trzech synów. Jego córka Marija Gajdar w 2005 r. założyła prodemokratyczny ruch młodzieży Da!. W 2015 r. dostała ukraińskie obywatelstwo i została mianowana zastępcą gubernatora Odessy Micheila Saakaszwilego.